# Miles Martinet
Майлз Мартінет (англ. Miles Martinet) — британський літак-буксирувальник мішеней часів Другої світової війни. Перший британський літак спеціально створений для цієї ролі.

## Історія

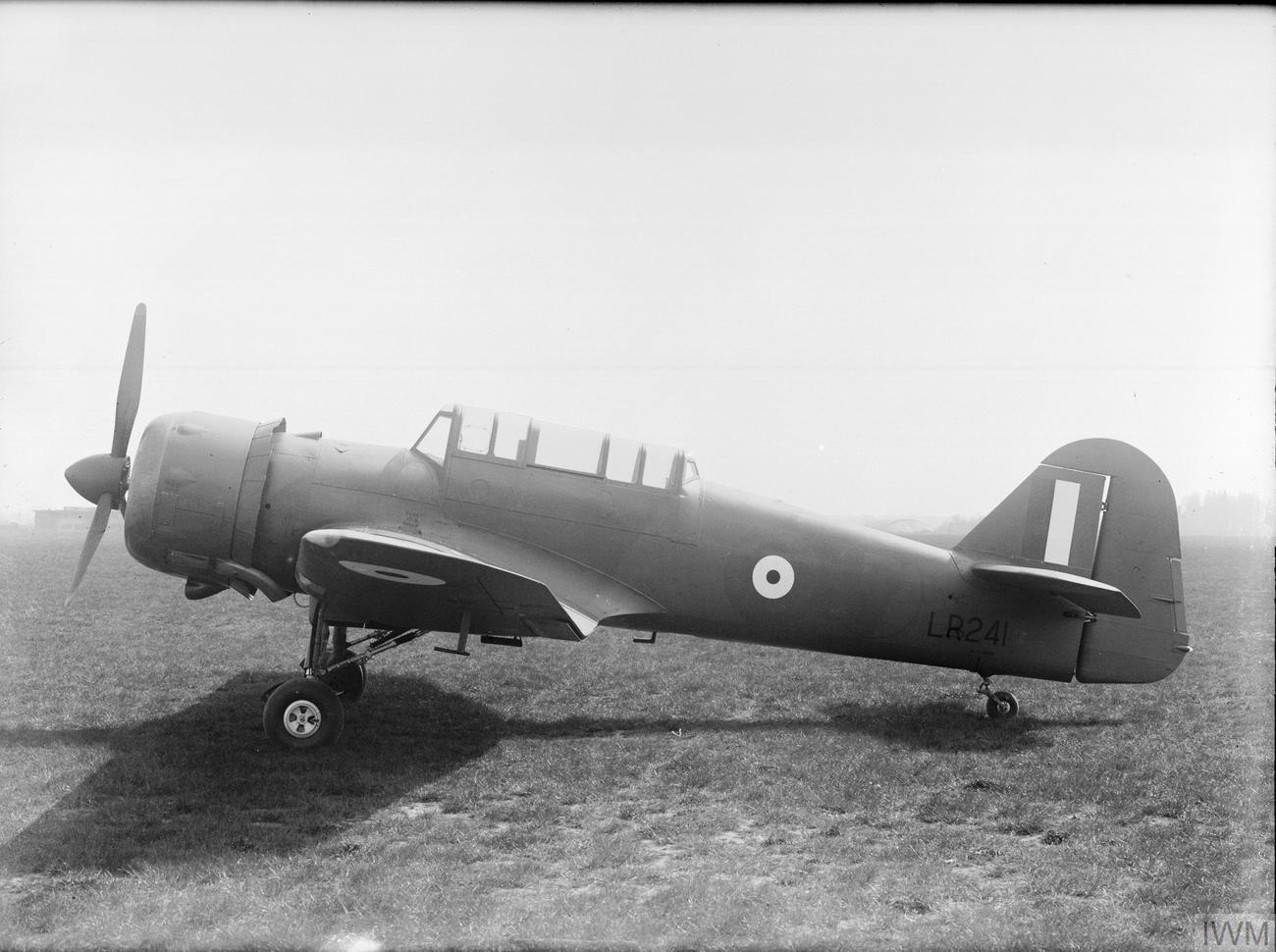
Перший прототип M.25 перед першим польотом.

Довгий час буксирами мішеней для навчань в британських ВПС були застарілі літаки модифіковані для цієї ролі. Але в 1941 році Міністерство авіації запропонувало Miles Aircraft розробити спеціальний літак. Специфікація 12/41 була видана і прототип M.25 здійнявся в повітря 24 квітня 1942 року, а незабаром був готовий і другий прототип.
Оскільки M.25 базувався на успішному Miles Master проблем в розробці чи виробництві не було проблем і літак прийняли на озброєння під назвою «Мартінет» (англ. Martinet). Через вагу обладнання для буксирування мішеней ніс літака був довший ніж в «Мастера», також відрізнялась кабіна. Лебідка могла бути механічною чи приводитись в рух повітрям і літак міг переносити шість мішеней. Як і більшість літаків Miles Aircraftтого часу це був дерев'яний літак з фанерним покриттям.
Виробництво «Мартінета» почалось в 1942 році замінивши «Мастер» на заводі в Вудлі, Беркшир і до 1945 року було виготовлено 1722 літаки. Вони використовувались і після закінчення війни, допоки не були замінені швидшими літаками. Шість «Мартінетів» було продано після війни в цивільний сектор, з них чотири — шведській компанії Svensk Flygjärst.
В 1943 році Міністерство авіації видало специфікацію Q.10/43 на створення радіокерованої версії «Мартінета». Цей літак отримав заводське позначення M.50 і військове «Квін Мартінет» (англ. Queen Martinet). Після успішних тестів було видано замовлення на 65 літаків, з яких 11 були створені з нуля, а решта конвертовані з наявних «Мартінетів». Прийняті на озброєння в 1946 році вони замінили Airspeed Queen Wasp і De Havilland Queen Bee.
Ще однією версією був буксир планерів, який відрізнявся відсутністю лебідки і вкороченим кілем, що б не заважати буксированому тросу.
Коли Міністерство авіації замовило навчальний літак з турбогвинтовим двигуном і Boulton Paul Balliol запізнювався через двигун, Miles запропонували доробити «Мартінет» для цієї ролі. В 1946 році було побудовано два прототипи, але дальше прототипів розробка не пішла.

## Тактико-технічні характеристики

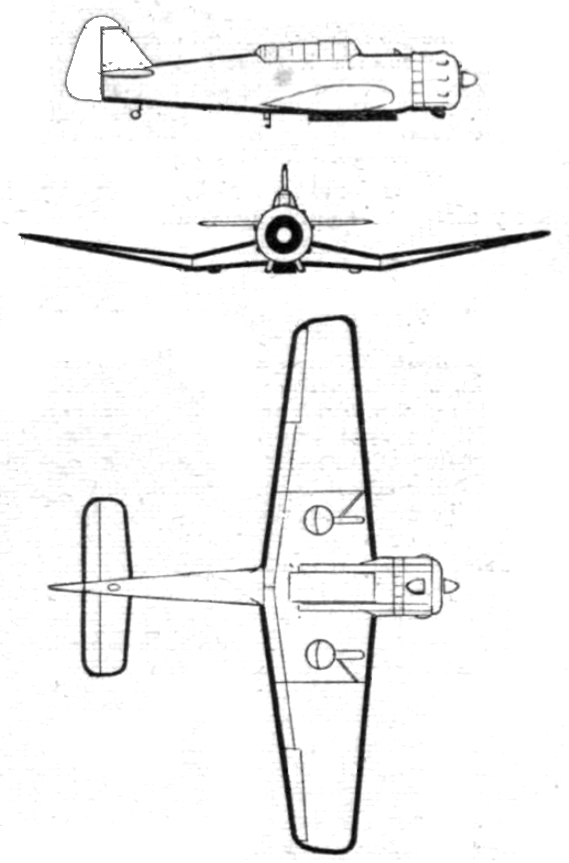

Дані з Consice Guide to British Aircraft of World War II

### Технічні характеристики
- Екіпаж: 2 особи
- Довжина: 9,42 м
- Висота: 3,53 м
- Розмах крила: 11,89 м
- Площа крила: 22,48 м²
- Маса порожнього: 2105 кг
- Максимальна злітна маса: 3062 кг
- Двигун: Bristol Mercury XX
- Потужність: 870 к. с. (649 кВт.)

### Льотні характеристики
- Максимальна швидкість: 386 км/год (на висоті 1770 м.)
- Крейсерська швидкість: 320 км/год (на висоті 1525 м.)
- Дальність польоту: 1117 км